# Kolonizacja wołoska
Kolonizacja wołoska – fala migracji i osadnictwa na obszarze Karpat, trwająca od XIII do XVI wieku.

## Historia
Od XII wieku wołoscy pasterze zamieszkujący tereny na południe od Dunaju przemieszczali się na północ i zachód. Prawdopodobnie presja spowodowana zajmowaniem Bałkanów przez Turków skłoniła część klanów wołoskich do wędrówki jeszcze bardziej na północ i zachód i osiedlania się na terenach obecnej Ukrainy, Polski, Węgier, Słowacji, a nawet Czech.
W związku z pojawieniem się na terenach polskich Karpat w XIII wieku nazw geograficznych, których etymologia sugeruje wołoskie pochodzenie (np. Magura, Beskid), wysuwa się hipotezę, że już wówczas na terenach polskich następowały migracje ludów pochodzenia wołoskiego. Ponieważ pasterze wołoscy nie zakładali wówczas osiedli, ten etap kolonizacji nazywany jest „fazą nomadzką”. Klimat Zachodnich Karpat odbiegał jednak znacznie od klimatu Bałkanów, przeto Wołosi musieli porzucić podstawową formę ich gospodarowania – pasterstwo transhumancyjne – co doprowadziło do zakładania stałych osad/wsi lokowanych na prawie wołoskim.
Im dalej na zachód, tym słabszy stawał się element wołoski, zaś coraz większą część ludnościowego substratu kolonizacji tworzyli Rusini, którzy pozostawili po sobie zwarty obszar osadniczy sięgający po dolinę Popradu, zamieszkany przez Łemków. Z kolei najdalej na zachód wysuniętą grupę ludności ruskiej w Polskich Karpatach stanowili tzw. Rusini Szlachtowscy, osiedli w czterech wsiach w dolinie Grajcarka. Dalej na zachód dominował już element rodzimy, polski bądź słowacki.
W połowie XIV wieku kolonizacja wołoska dotarła w okolice Pogórza Dynowskiego (ówczesne pogranicze polsko-ruskie), w XV wieku – do Tatr, a na przełomie XVI i XVII wieku zatrzymała się na pograniczu słowacko-morawskim – w regionie Kisuc i w tzw. Wołoszczyźnie Morawskiej na północnych Morawach. W Polsce osadnictwo wołoskie objęło (z różną intensywnością) cały pas Beskidów aż po Śląsk Cieszyński.
Kolonizacja wołoska w Zachodnich Karpatach miała pod względem etnicznym charakter mieszany – wołosko-ruski. Jak widać, przymiotnika „wołoski” w nazwie tej fali migracji nie należy rozumieć dosłownie. Co prawda Wołosi uczestniczyli w tej migracji do samego jej końca, jednak to nie czynnik etniczny decydował o jej specyfice. W odróżnieniu od typowego dla terenów nizinnych rolnictwa, kolonizacja wołoska miała przede wszystkim charakter pasterski, zaś produkcja typowo rolna miała tylko znaczenie uboczne, uzupełniające. Pasterze wykorzystywali gospodarczo tereny górskie, a nawet wysokogórskie, dotychczas w ogóle niezasiedlone albo nawet opuszczone przez poprzednich osadników – tam, gdzie kolonizacja typowo rolnicza okazała się bezskuteczna. Wypasali (przynajmniej początkowo) swe „bydło wołoskie” (owce, kozy) głównie po lasach, które wówczas nie były w jakikolwiek inny sposób wykorzystywane gospodarczo. Ponieważ prowadziło to do generowania przez nie dochodów, kolonizację wołoską popierali królowie Węgier i Polski oraz lokalni właściciele ziemscy. Kolonizacja wołoska polegała zarówno na zakładaniu osad na tzw. surowym korzeniu, jak i na przenoszeniu istniejących już (podupadających gospodarczo) miejscowości na prawo wołoskie.

## Prawo wołoskie
Specyficzne główne zajęcie tej ludności zaowocowało odmienną, niż na nizinach, strukturą społeczną. Ta zaś znalazła odzwierciedlenie w specyficznym reżimie prawnym ludności pasterskiej – tzw. prawie wołoskim. Na prawie tym lokowano wsie, a nawet (bardzo rzadko) miasteczka (np. Ustrzyki Dolne). Zasadźca wsi zostawał jej tzw. kniaziem (odpowiednikiem sołtysa), zaś grupie wsi wołoskich położonych w dobrach jednego właściciela ziemskiego (tzw. krainie wołoskiej) przewodził tzw. krajnik, na zachód od Dunajca zwany wajdą lub wojewodą wołoskim. Kniaź miał uprzywilejowaną pozycję gospodarczą i dość szerokie uprawnienia władcze wobec ludności swej wsi, np. decydował nawet o osobie proboszcza miejscowej cerkwi. Obowiązki właścicieli użytkowych wobec właściciela zwierzchniego były dopasowane do specyfiki gospodarki pasterskiej – ilość pańszczyzny była ograniczona, zaś czynsz uiszczano w produktach pasterskich (owcach, skórach, wełnie, serach). Różnice w stosunku do wsi lokowanych na prawie niemieckim zanikły pod koniec średniowiecza. Osady wołoskie były małe, stosunkowo rzadko rozrzucone, typu niemal wyłącznie wiejskiego.

## Wpływ
Kolonizacja wołoska pozostawiła po sobie kilka trwałych śladów. Przede wszystkim pod jej znaczącym (o ile nie dominującym) wpływem ukształtował się wspólny dla całych Karpat Zachodnich etnos góralski. Innym trwałym następstwem kolonizacji wołoskiej było powstanie terenu osadnictwa rusińskiego w postaci klina biegnącego na zachód wzdłuż głównego grzbietu Karpat aż do Pienin i Tatr, który aż do XX wieku oddzielał tereny zamieszkane przez Polaków i Słowaków. Kolonizacja wołoska wywarła znaczący wpływ na ukształtowanie się grupy etnicznej Łemków. Wyryła też swoje piętno na stosunkach gospodarczych i na sieci osadniczej Karpat Zachodnich. Świadectwem obecności Wołochów w Karpatach jest obecność nazw geograficznych pochodzenia wołoskiego, np. Magura, Kiczora, wołoskie nazwiska u Łemków (np. Dzioban) etc.
Ze szlakami i siecią osadniczą Wołochów w Karpatach Wschodnich co najmniej od XV wieku pokrywa się osadnictwo tzw. Cyganów karpackich – Bergitka Roma.